# Bengeo
Bengeo is een Engelse plaats gelegen tussen de rivieren Beane en Rib in Hertfordshire. Bengeo is verdeeld in Upper Bengeo en Lower Bengeo. Lower Bengeo is het gebied aan de kant van de heuvel en Byde Street. Er zijn twee pubs in Port Vale en daar is ook de Mill Mead Primary School. De namen Lower en Upper Bengeo zijn geen officiële geografische namen, maar worden zo door de plaatselijke bevolking gebruikt.
Bengeo is omgeven door het platteland en heeft zijn eigen voorzieningen waaronder een postkantoor, winkels en twee kerken.
Prominent aanwezig is het oudste gebouw in Hertford, de Church of Saint Leonard, daterende uit de 12e eeuw en de watertoren, gebouwd omstreeks 1930. De kerk is nog steeds in de zomermaanden in gebruik voor exposities en concerten. In de kerk zijn aanwezig: Registers vóór 1812: (i) dopen 1538-1696, begraven 1547-1696, huwelijken 1539-1696, dopen 1696-1782, huwelijken 1696-1754, begraven 1678-1812, dopen 1783-1812, trouwen 1754-1797, trouwen 1797-1812. De watertoren wordt gebruikt als zendmast voor de lokale televisie-uitzendingen.
William Earl Johns, auteur van de Biggles boeken, werd in februari 1893 geboren op de Molewood Road, Bengeo.

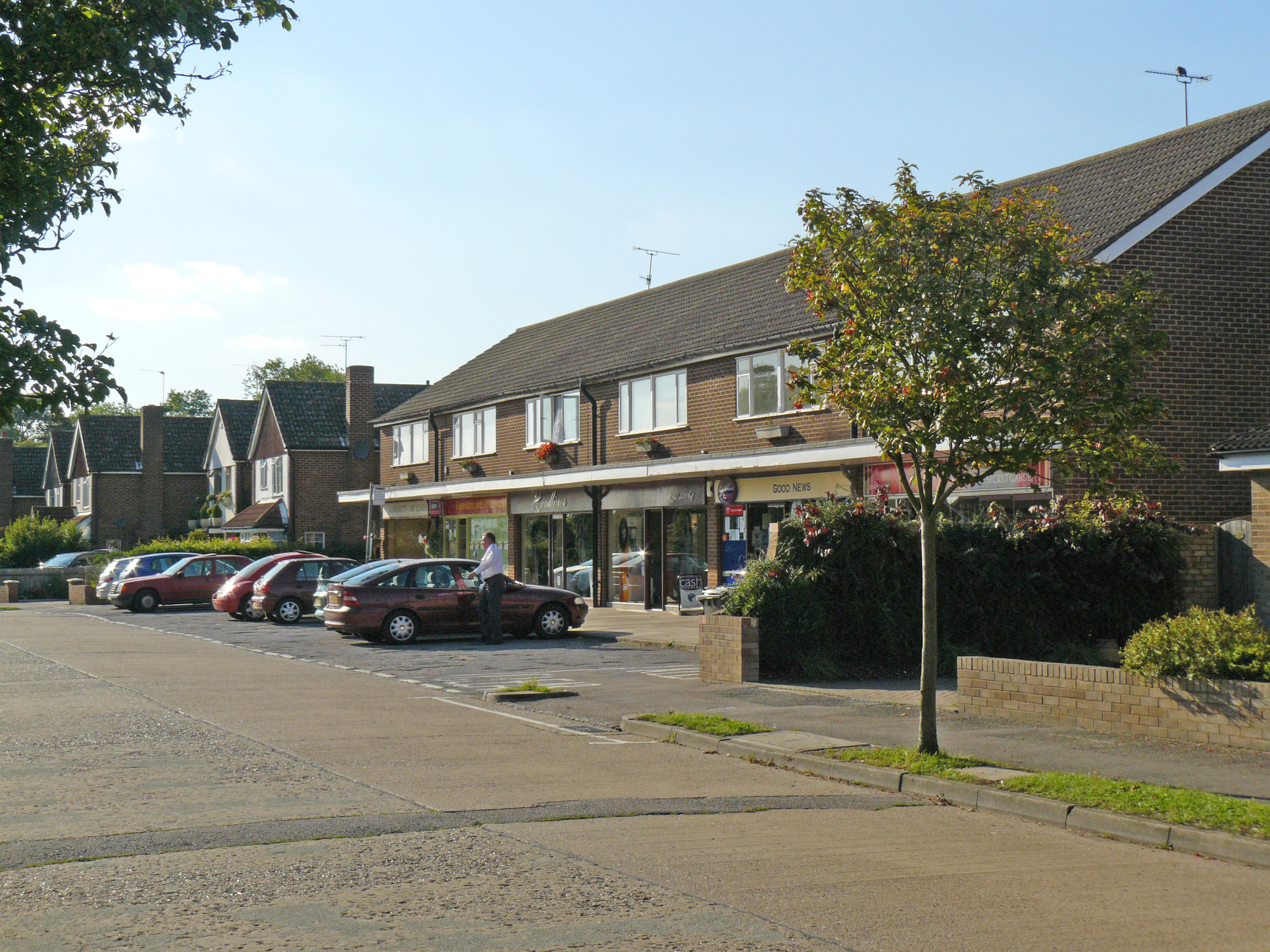
The Avenue
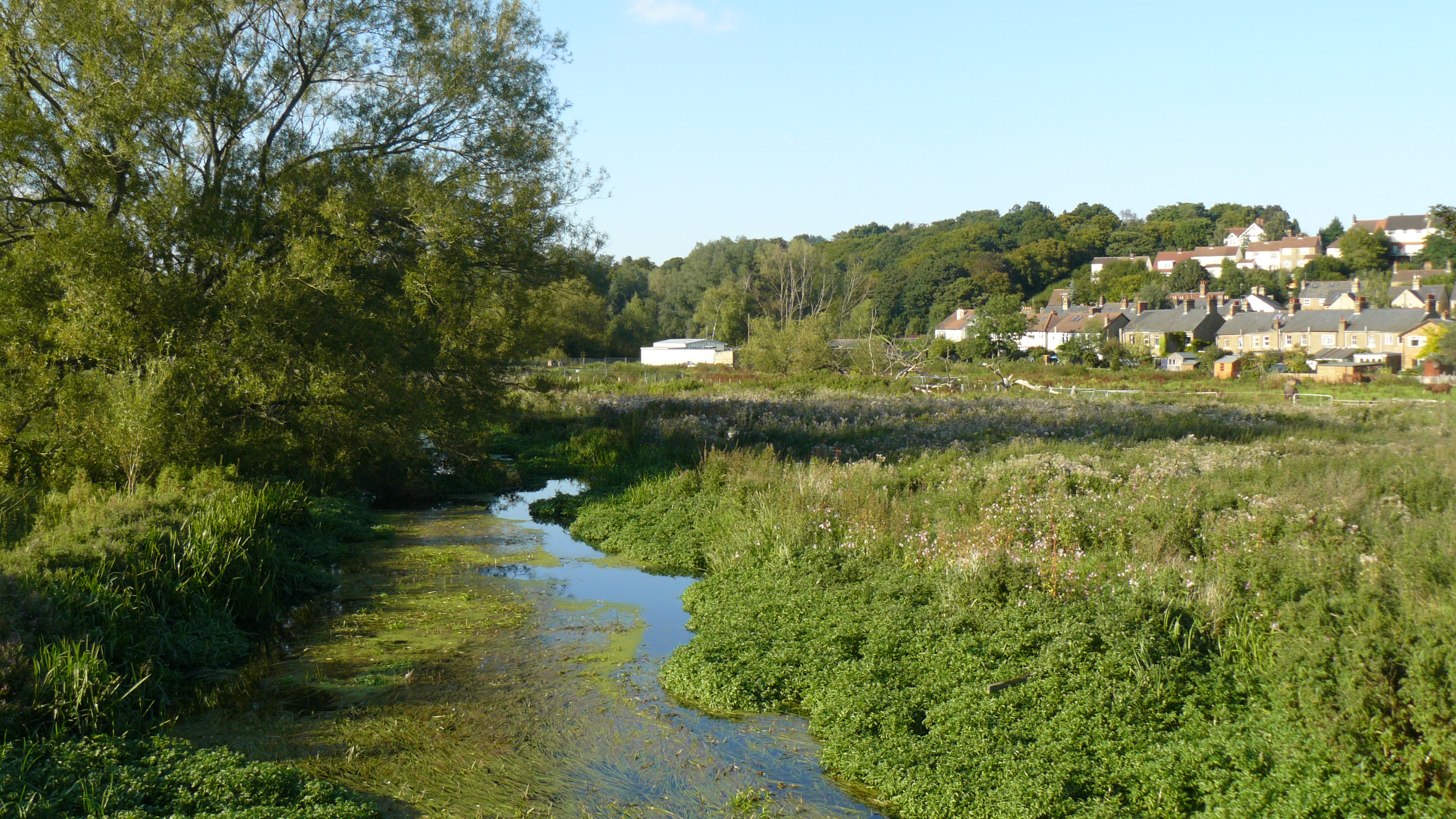
River Beane bij Molewood
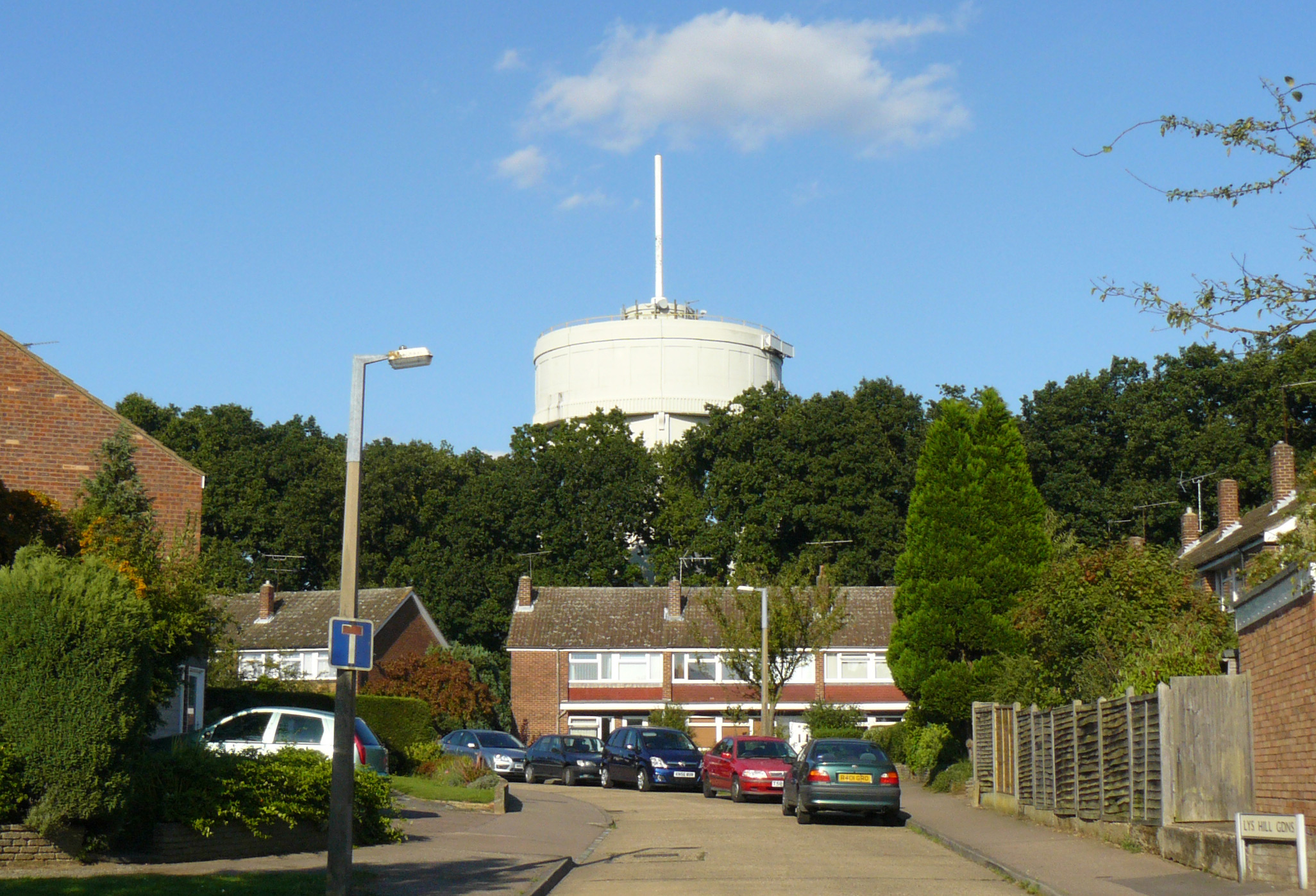
Bengeo Watertoren